# Hans-Otto Weber
Hans-Otto Weber (* 14. Juni 1926 in Korbach; † 31. August 2014 in Schenklengsfeld) war ein hessischer Politiker (SPD) und Abgeordneter des Hessischen Landtags.

## Ausbildung und Beruf
Hans-Otto Weber war nach Abitur und Kriegsdienst, bei dem er schwer verletzt und dadurch zum Kriegsinvaliden wurde,  von 1946 bis 1957 im hessischen Schuldienst tätig.

## Politik
Weber beantragte am 8. Februar 1944 die Aufnahme in die NSDAP und wurde zum 20. April desselben Jahres aufgenommen (Mitgliedsnummer 9.796.670).
Hans-Otto Weber war Mitglied der SPD und von 1960 bis 1975 Kreistagsabgeordneter im Landkreis Waldeck. Vom 1. Dezember 1958 bis zum 30. November 1982 war er Mitglied des hessischen Landtags, in den Jahren 1966 bis 1974 Vizepräsident des Landtags.
Als Beauftragter der Landesregierung für die Angelegenheiten des Zonenrandgebietes war er 1974 bis 1978 tätig, und 1959 und 1969 war Weber Mitglied der Bundesversammlung.

## Sonstige Ämter
Hans-Otto Weber war im Volksbund Deutsche Kriegsgräberfürsorge aktiv und dort Präsident. Anschließend wurde er Ehrenpräsident des Volksbundes.
Außerdem war er Mitglied im Kuratorium des Arbeitskreises Christlicher Publizisten.

## Auszeichnungen
- 1973: Verdienstkreuz 1. Klasse der Bundesrepublik Deutschland[5]
- 1996: Großes Verdienstkreuz mit Stern[1]